# Melchior Hoffmann
Pour les articles homonymes, voir Hoffmann.
Pour l'anabaptiste, voir Melchior Hoffman.
Georg Melchior Hoffmann (aussi Hofmann) est un compositeur allemand né en 1679 ou en 1685 (selon les sources) à Altenberg et mort en 1715.

## Vie
Après des premières années comme enfant de chœur à Dresde, Melchior Hoffmann devient organiste et directeur musical de la nouvelle église de Leipzig. Entre 1704 et 1714 environ, il dirige le Collegium Musicum à la suite de Georg Philipp Telemann ainsi que l'opéra de Leipzig. Lorsque Hoffmann visite l'Angleterre, il est pris sous l'aile de Johann Georg Pisendel.

## Œuvres
Trois œuvres aujourd'hui attribuées à Hoffmann sont devenues célèbres, car elles furent longtemps considérées comme étant de la main de Johann Sebastian Bach : l'Aria pour Alto Schlage doch, gewünschte Stunde (BWV 53), la cantate pour ténor Meine Seele rühmt und preist (BWV 189), et un magnificat en la mineur (BWV Anh. 21, de 1707).
Parmi les autres œuvres de Hoffmann, on peut citer une Sinfonia en fa mineur, un Lamento pour cordes et basse continue, et un concerto pour cor et orchestre (des incertitudes subsistent pour ce dernier).